# SMS Moltke (1910)
SMS Moltke var en slagkryssare av Moltke-klass i den tyska Kaiserliche Marine. Den fick sitt namn efter den tyska 1800-talsgeneralen Helmuth von Moltke. Fartyget togs i tjänst 1911 och sänktes i Scapa Flow tillsammans med resten av den tyska flottan 1919.

## Historia
Slagkryssaren konstruerades 1907 för att kunna möta motsvarande engelska klass med en kombination av hög fart och eldkraft. Efter provturen var slagkryssaren amiral Franz von Hippers flaggskepp fram till juni 1914.När första världskriget ingick SMS Moltke i tyska Högsjöflottan med bas i Wilhelmshaven vid Elbes mynning.